# Signori della Notte (Mesoamerica)
Nei calendari mesoamericani, i Signori della Notte sono un gruppo di nove divinità che governavano una particolare notte. I Signori della Notte erano ciclici, cosicché ognuno di loro ricorreva ogni nove notti.
Nel calendario azteco, i Signori della Notte erano Xiuhtecuhtli, Itztli, Piltzintecuhtli, Centeotl, Mictlantecuhtli, Chalchiuhtlicue, Tlazolteotl, Tepeyollotl e Tlaloc. Anche il calendario maya aveva nove Signori della Notte, ma i loro nomi precisi sono sconosciuti.